# ويليام مونتجومري ماكغفرن
ويليام مونتجومري ماكغفرن (بالإنجليزية: William Montgomery McGovern)‏ هو مستكشف أمريكي، ولد في 28 سبتمبر 1897 في مانهاتن في الولايات المتحدة، وتوفي في 12 ديسمبر 1964 في إيفانستون في الولايات المتحدة.